# منامه (امارات متحده عربی)

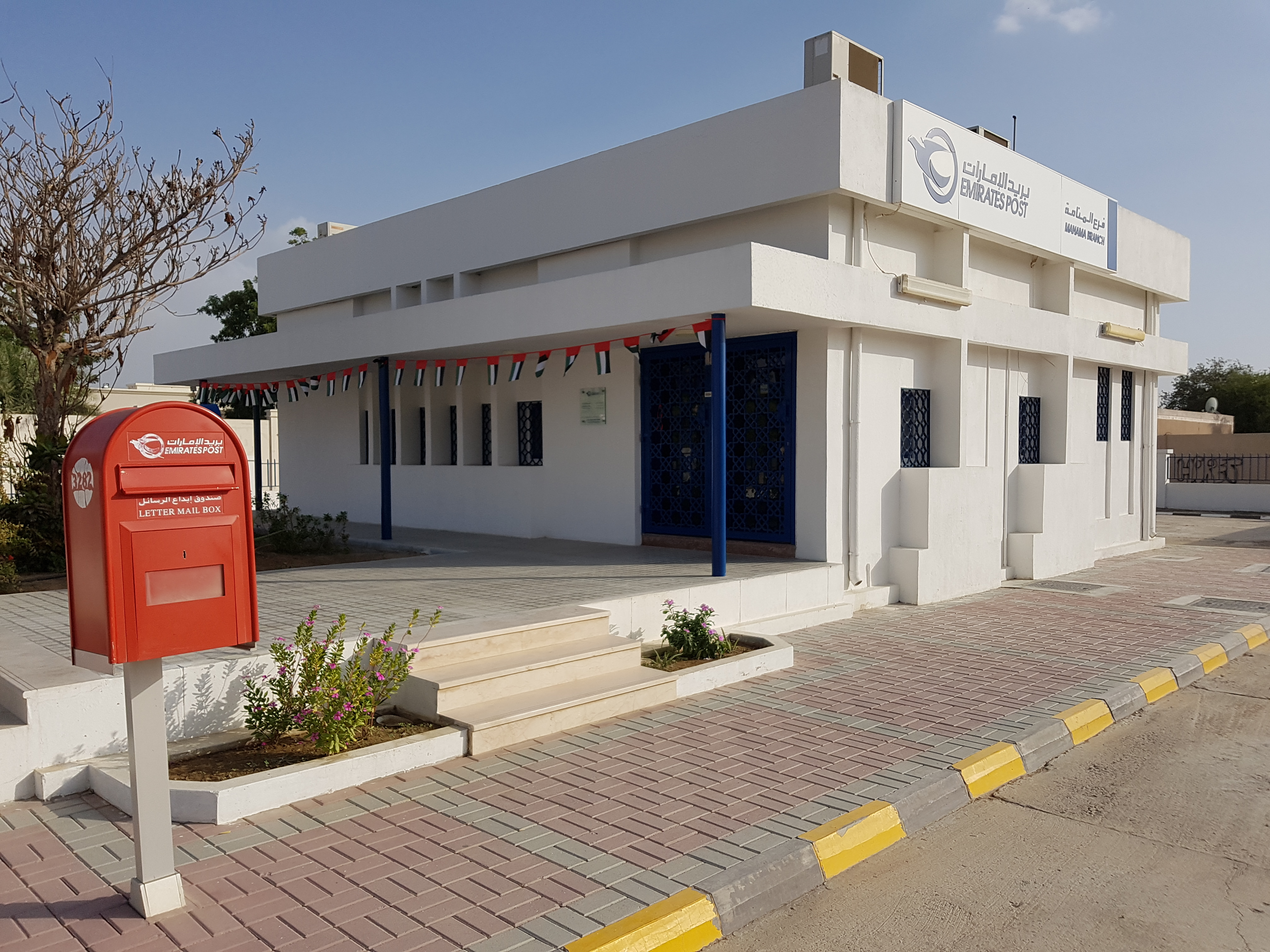
اداره پست «منامه»

 منامه  روستای کوچکی از توابع امارت عجمان در امارات متحده عربی می‌باشد. 
 منامه  در ۶۰ کیلومتری سمت مشرق  عجمان  واقع می‌باشد. راه منامه از خاک امارت شارقه (شارجه) و فجیره می‌گذرد. در منطقه  منامه  یک سهل شنی گسترده‌ای وجود دارد و خاکش حاصلخیز و آبش شیرین است و باغهای مرکبات ونخل خرما وجو دارد. مسیلهای آبی و درههای پهناور وشنی منامه و رودخانه‌های فصلی در هنگام بارش باران دریاچه‌های زیبائی در اطراف منطقه به وجود می‌آورند. 